# Catarata (motor de balancín)

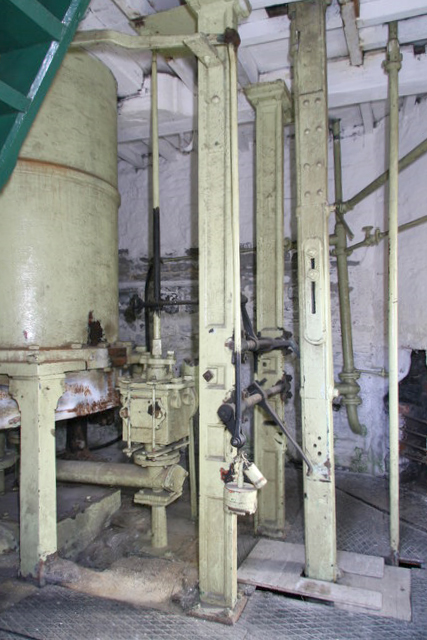
Cámara inferior del motor Elsecar

Una catarata era un dispositivo de control de velocidad utilizado en los primeros motores de vapor de balancín de acción simple, particularmente en los motores atmosféricos y en los motores de Cornualles. Es claramente diferente del regulador centrífugo, ya que no controla la velocidad de la carrera del motor, sino más bien el tiempo entre las carreras. 

## Funcionamiento

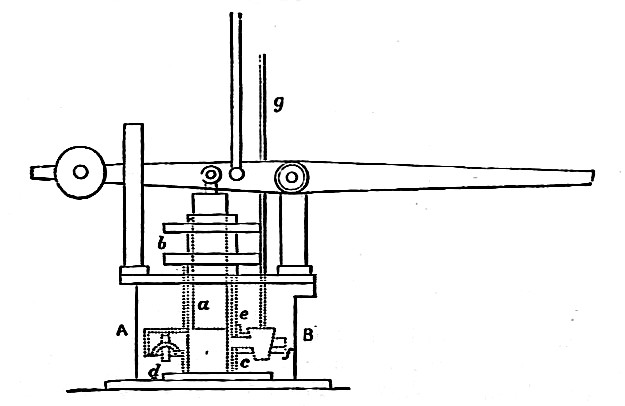
Catarata, c. 1875

La instalación típica de un motor de balancín construido en una casa de motores abarcaba cuatro pisos. El cilindro y la posición de trabajo habitual del operador del motor estaban ubicados en la 'cámara inferior', aproximadamente a nivel del suelo. Por encima estaba la 'cámara intermedia', con la tapa superior del cilindro y la 'boquilla superior' (el cofre de la válvula superior), y por encima quedaba la 'cámara superior' o cámara de la viga del balancín. Las cataratas se colocaban en la parte más baja de la caja del motor, en una cámara situada por debajo de la cámara inferior, junto con el tubo de escape. Este espacio era de difícil acceso, y no se visitaba en régimen de funcionamiento normal. 

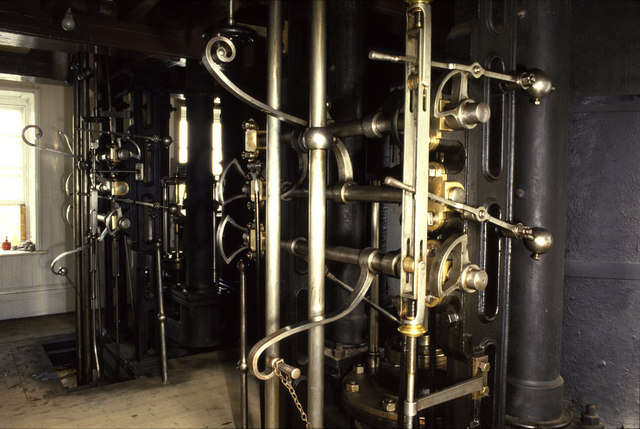
Equipo de válvulas, cuernos y cenadores de la Estación de bombeo de Crofton

El engranaje de la válvula (o 'engranaje de trabajo') de un motor Newcomen o de Cornualles se basa en una varilla de conexión. Es una barra vertical, colgada de la viga, y que se mueve en paralelo al pistón. Taqués ajustables están unidos a esta varilla. Estos empujadores golpean palancas de hierro curvas largas ('cuernos') conectadas con tres ejes horizontales o 'cenadores'. Cada eje funciona con una de las válvulas del motor. Para los ciclos de Cornualles, estas válvulas son la entrada de vapor superior a la parte superior del cilindro, la válvula de equilibrio que une las partes superior e inferior del cilindro, y las válvulas de inyección de agua de condensación y escape inferiores, que comparten un eje. A diferencia de la mayoría de las otras máquinas de vapor, estos motores pueden funcionar de manera intermitente: haciendo un solo golpe antes de detenerse y esperando que las válvulas se reinicien nuevamente. La velocidad de cada golpe de potencia o 'entrada en el interior' era una característica del motor y no se variaba fácilmente, pero no era necesario que los motores funcionaran continuamente, carrera tras carrera. Esto suponía un contraste directo con el motor de balancín rotativo y con la naturaleza rotativa de casi todas las otras máquinas de vapor. Con el ciclo original de Newcomen, la velocidad de la carrera de retorno variaba de acuerdo con la presión de la caldera, aunque esto aún no afectaba a la fuerza o a la velocidad de la carrera de empuje.
El uso de una catarata podría permitir que un motor funcionase a solo un tercio de su velocidad libre. Cuando la carga de bombeo era variable, las cataratas también podían conectarse y desconectarse según fuera necesario, permitiendo que el motor funcionara a toda velocidad durante un período y luego se detuviera a continuación.
La catarata en sí se parecía a una pequeña bomba de émbolo. Era una caja de hierro en una cisterna llena de agua, con un émbolo o pistón colocado en la parte superior y presionado hacia abajo por un peso. El agua dentro de la bomba solo podía escapar a través de un pequeño grifo o válvula. A medida que el émbolo caía gradualmente, su movimiento se hacía pasar hacia arriba (mediante una palanca oscilante y una varilla) al dispositivo de válvula en la cámara central. Una vez que la varilla se había elevado lo suficiente, se abría la primera válvula para admitir vapor en la parte superior del cilindro, comenzando una nueva carrera.
Una vez que comenzaba la carrera expansiva, el motor empujaba hacia abajo la palanca oscilante de la catarata. Esto levantaba el émbolo, que actuaba como una bomba de succión dentro de la catarata para rellenar el émbolo, a través de una válvula de aleta desde su cisterna circundante. La cisterna se mantenía llena de agua gracias a la bomba que el motor estaba accionando 
La válvula de salida de agua era controlada por una varilla desde la cámara inferior, utilizada por el operario del motor para controlar la velocidad de funcionamiento, de acuerdo con el trabajo requerido.
La varilla de accionamiento de la catarata también tenía un ajustador de tornillo, que actuaba para variar el tiempo de inyección de agua (Newcomen) o la fase entre las válvulas de entrada y escape (Cornualles). Esto podría usarse para proporcionar un tiempo de condensación más largo y efectivo, si el suministro de agua de condensación estaba algo más caliente, como en el verano. Sin embargo, este ajuste parece haber sido poco entendido y poco utilizado por los operadores del motor.

## Desarrollo

### Primeras cataratas
La catarata apareció por primera vez en los motores Newcomen en Cornualles, aunque se desconoce su inventor. Eran conocidos en la época de Smeaton, y pueden ser otro de los desarrollos en el motor de Newcomen del que era responsable. James Watt las encontró en su viaje a Cornualles en 1777. Eran de un tipo más simple: denominadas 'jack in the box', consistían en una simple caja de madera viratoria sobre un pivote, llena de agua a través de una llave ajustable. Cuando la caja se llenaba lo suficiente como para desequilibrar una palanca, se activaba la válvula de inyección del motor. 

### Watt
Boulton y Watt usaron el diseño simple de la catarata mediante la caja volcada durante algunos años, hasta alrededor de 1779. Después de esto, se usaron otros diseños, incluida una catarata de agua donde se usaba la misma agua y se reciclaba continuamente y también un sistema de aire utilizando un fuelle circular. Se suministró una catarata de este tipo para la mina Ale and Cakes. El diseño de la bomba de émbolo con catarata había aparecido en Cornualles en 1785, pero no fue un invento de Watt. 

### Cataratas posteriores
El término 'catarata' se convirtió en sinónimo de cilindro amortiguador, al menos cuando estaba asociado con las máquinas de vapor y sus sistemas de regulación. Se utilizaron como un dispositivo de amortiguación para evitar una sensibilidad excesiva con respecto a los reguladores centrífugos.
Las cataratas también se usaron como un dispositivo de seguridad para evitar velocidades excesivas en las bombas de agua de acción directa. Se colocaba una palanca de balancín o 'diferencial' entre el vástago del pistón de la bomba y una catarata ajustada a la velocidad de trabajo normal de la bomba. Si la bomba acelerara repentinamente, debido al colapso de la bomba o a algún problema similar, el pistón alcanzaría la catarata y la acción de la palanca diferencial cerraría la válvula de entrada de vapor de la bomba y la detendría, limitando el posible daño al motor.

## Control de bucle abierto
La catarata, como la mayoría de los reguladores, es un ejemplo de servomecanismo. Sin embargo, a diferencia del más conocido regulador centrífugo de Watt, este es un control de circuito abierto, en lugar de un control de circuito cerrado. La catarata funciona a su propia velocidad, pero no mide la velocidad resultante del motor. También se ha descrito como un "reloj de agua". Esto supone que la relación entre el funcionamiento de la catarata y la velocidad del motor es fija, una suposición válida para un motor de balancín ya que la catarata controla la sincronización de la carrera del motor, en lugar de una válvula de potencia o acelerador variable. Cuando un regulador controla una válvula de mariposa de este tipo, como el regulador de Watt, la velocidad del motor depende de una relación compleja e impredecible entre la carga del motor, la posición de la válvula y la eficiencia variable del motor. Dichos reguladores deben usar un control de circuito cerrado para mantener un control efectivo y preciso. 

### Sincronización
Una ventaja de la naturaleza de bucle abierto e independiente del control de las cataratas era que dos motores podían ajustarse para funcionar en sincronización, pero en antifase. Con los motores de bombeo, esto dio una salida más uniforme a su bombeo.

### Regulador centrífugo
Aunque el regulador centrífugo ya era conocido por su uso para molinos de agua y viento, no fue hasta 1788 cuando Watt fue el primero en aplicarlo a una máquina de vapor. Este fue el 'Motor Lap', un motor rotativo temprano que ahora se conserva en el Museo de Ciencias de Londres. 
Con un motor rotativo, era necesario controlar la velocidad a la que se movía el cilindro a lo largo de su carrera, no solo para variar el tiempo entre las carreras. Esto requirió el uso de una válvula de mariposa en el suministro de vapor, controlada por el regulador. Como la carga en los motores industriales y para usos similares podía variar, también se necesitaba un control de circuito cerrado, como el regulador centrífugo basado en la velocidad del motor. Por lo tanto, la catarata no se usó en motores rotativos, ni siquiera donde todavía se usaban motores de bobinado de Cornualles de acción simple en su lugar de origen.
Los motores de Cornualles no podían controlarse mediante una válvula de mariposa, ya que su ciclo de funcionamiento dependía más del tiempo de condensación que del control del suministro de vapor. Los motores de balancín no rotativos tampoco tenían medios fáciles para incluir un regulador centrífugo. Por estas razones, la catarata permaneció en servicio durante el tiempo que lo hizo el motor de Cornualles.